# Anoplodactylus massiliensis
Anoplodactylus massiliensis is een zeespin uit de familie Phoxichilidiidae. De soort behoort tot het geslacht Anoplodactylus. Anoplodactylus massiliensis werd in 1916 voor het eerst wetenschappelijk beschreven door Bouvier. 